# Panicum latzii
Panicum latzii är en gräsart som beskrevs av Robert D. Webster. Panicum latzii ingår i släktet vipphirser, och familjen gräs. Inga underarter finns listade i Catalogue of Life.